# Herkenrade
Herkenrade (en limbourgeois Herkenter) est un hameau néerlandais situé dans la commune d'Eijsden-Margraten, dans la province du Limbourg néerlandais. Le 1er janvier 2007, le hameau comptait 180 habitants.